# Daughters of Emmanuelle
Daughters of Emmanuelle ist ein US-amerikanischer Pornofilm von Michael B. Webb aus dem Jahr 1983.

## Handlung
Der Film stellt sich die Frage, ob die Generation nach der sexuell freien „Emmanuelle“ ebenfalls frei ist oder ob die „Töchter der Emmanuelle“ doch eher gehemmt sind, so wie die beiden Frauen dieses Films.
Erster Teil: Barbara und Paul sind verlobt. Barbara geniert sich jedoch ihre Liebe nach Pauls Vorstellungen in der Öffentlichkeit auszuleben. Um sie aufzutauen, arrangiert Paul ein heißes Fotoshooting mit seinem Freund, einem Fotografen und dem Model Eva. Das Vorhaben gelingt, jedoch besser als es sich Paul gewünscht hatte.
Zweiter Teil: Die Verheirateten Kay und Howard können ihr Liebesleben nicht mehr richtig ausleben, da sie Probleme damit haben die aufregenden Gefühle wieder zu finden, die sie einst miteinander geteilt hatten. Kay beschließt deshalb sich bei einem „Institut für bessere Partnerschaft“ anzumelden. Howard findet es heraus und schaut ebenfalls vorbei. Durch Peter und seine Assistentin Shirley, können die beiden ihre Ehe schließlich retten.